# Indiana (romanzo)
Indiana è un romanzo della scrittrice francese George Sand, pubblicato nel 1832. Si tratta del primo lavoro che l'autrice ha firmato con lo pseudonimo George Sand.

## Storia editoriale
L'autrice iniziò la stesura di Indiana al principio del 1832, incoraggiata dal successo commerciale del precedente Rose et Blanche, scritto a quattro mani con l'amante Jules Sandeau. La composizione del nuovo romanzo avvenne durante il soggiorno nella campagna di Nohant (Berry), quando la Sand si era temporaneamente ricongiunta al marito. Il manoscritto fu ultimato nella primavera del 1832. Per le descrizioni delle isole tropicali dell'Oceano Indiano, la scrittrice francese - che non vi era mai stata - attinse agli aneddoti di un amico di famiglia, Jules Néraud, assiduo frequentatore del Madagascar.

## Trama
I coniugi Delmare sono giunti in Francia e il loro arrivo ha fatto una certa sensazione in società. Infatti il signor Delmare è un veterano napoleonico che ha trascorso un periodo di esilio sull'Isola Borbone, dove ha sposato una giovane creola di nome Indiana. La sposa diciannovenne è molto cagionevole di salute ed è raro vederla in società, ma anche il padre di lei era stato considerato un originale per aver vissuto nella colonia e sposato una creola. Una zia di Indiana, sorella di questo padre, sogna di presentare la nipote e di attirare anche su di sé l'attenzione del bel mondo parigino. A infittire il mistero su queste persone contribuisce la presenza di Sir Ralph Brown, cugino di Indiana per via materna, ma di padre inglese, il quale ha seguito i Delmare in Francia e vive con loro.
La vita della famiglia trascorre in prevalenza in provincia, a Lagny, dove il colonnello Delmare ha una fabbrica, da lui ben avviata e diretta. Nell'inverno però essi si trasferiscono a Parigi per seguire la stagione mondana. Nonostante la sua ritrosia, una sera Indiana va a un ballo con la zia e conosce un giovane di nome Raymond de Ramière, brillante politico (sostenitore della causa monarchica) e di ricca e nobile famiglia. Egli da tempo spera di incontrare questa giovane; in campagna è un suo vicino di casa e già ha sedotto la cameriera e sorella di latte di Indiana, con lo scopo di arrivare alla padrona. Raymond ha tutti i motivi di credere che la malaticcia e malinconica Indiana non sia felice nel matrimonio e in ciò ha ragione: Delmare è un uomo violento e rozzo, che si ritrova una moglie che gli oppone una costante dignità e severità, ma effettivamente i due hanno ben poco da dirsi. Inoltre Raymond non comprende la presenza di Ralph.
Quando finalmente Raymond è presentato a Indiana, non ottiene neppure un ballo, perché la giovane si deve ritirare per un malessere. Così balla con la zia e strappa da lei quante più informazioni possibili. In campagna ha già sedotto la cameriera Noun, alla quale Indiana è legatissima. Introdottosi nel giardino, nonostante l'assidua vigilanza del colonnello e di Ralph, che comprendono che qualcosa non va, Raymond viene leggermente ferito e curato da Indiana; in seguito a questo fatto, riesce ad incantare il colonnello e a diventarne amico, ma non fa breccia con Ralph, che continua a vigilare. Però il giovane ha ingravidato Noun che, assecondando involontariamente i suoi piani, lo porta da Indiana, che si indigna per questi disegni, a lei incomprensibili. Allontana l'importuno ed accusa duramente Noun di aver abusato della sua posizione. Noun non è sciocca: si rende conto che l'aristocratico non la terrà mai in nessun conto e al massimo provvederà al bambino che lei aspetta, e l'indomani viene trovata annegata nel ruscello che attraversa la proprietà.
Lo choc per la morte di Noun ha effetti diversi sui vari testimoni e non fa che alimentare il clima di malinteso e non detto. Indiana non sa che la sorella di latte si è tolta la vita, come non sapeva che fosse incinta. Raymond teme invece di essere smascherato da Ralph, medico, al quale non può sfuggire lo stato della morta. Entrambi si ritengono colpevoli, ma Raymond ha la consolazione facile: troppo coccolato da una madre eccellente per tutto il resto, presto ha il piacere di vedere che proprio la madre vuole conoscere Indiana e ha per lei parole di elogio e bontà. Così la strada di Raymond si spiana ed egli riesce a confidare il suo amore a Indiana e a farle mettere da parte vari scrupoli. Però, pur conoscendo piaceri e tenerezze che finora aveva ignorato, Indiana non cede mai completamente a Raymond, che finisce con lo stancarsi.
Ma un fatto grave imprime una svolta agli eventi. Un rovescio finanziario mette sul lastrico Delmare, che si era comportato da industriale responsabile e aveva trattato bene gli operai. Costretto a vendere tutto, non gli resta che tornare all'Isola Borbone e sperare in una ripresa economica, commerciando con l'India e altre nazioni dell'Oceano Indiano. La moglie non vorrebbe seguirlo, ma rimanere in Francia con Raymond, sacrificandogli la sua reputazione: ottiene solo che il giovane la respinga. Per giunta Delmare è finalmente consapevole della tresca, perché ha letto un diario della moglie e non esita a usare su di lei la violenza per farla decidere a partire. In realtà l'uomo, più irruento che cattivo, soffre per l'inalterabile freddezza di Indiana e le perdonerebbe volentieri ogni cosa, comprendendo quanto lei sia in costrizione; ma lei ha il torto di non saperlo prendere, renderlo migliore e valorizzare i suoi pregi. Essi sperano che Ralph non si sacrifichi a seguirli, tuttavia lo trovano già imbarcato sulla nave, quando partono da Bordeaux.
Arrivata sull'isola con il marito, Indiana si è convinta di aver mal giudicato Raymond, in virtù di una sua lettera, dove il giovane tenta di riguadagnare terreno. Lei risponde con un'appassionata missiva in cui ribadisce tutto il suo amore e la volontà di gettarsi ai suoi piedi in qualsiasi istante. La risposta, che giunge mesi dopo, è superficiale, ma sufficiente a convincere Indiana a fuggire con una nave in partenza per la Francia. Proprio la sera della partenza, Delmare si sente male e Indiana lo assiste, ma ben presto l'uomo, stranamente rabbonito, le dice di ritirarsi e si addormenta. Su di lui veglia Ralph. Indiana si congeda dai due uomini dormienti, quindi affronta i pericoli di un imbarco e una traversata perigliosi.
Quando la nave approda a Bordeaux, la Francia è sconvolta dalla rivoluzione del 1832 e Indiana comprende solo che Raymond ha perso tutto. Le sofferenze patite e il trauma la fanno cadere sulla via, da dove è trasferita in un ospedale e vi trascorre due mesi senza vedere nessuno. Al suo rilascio, recuperati i pochi averi che aveva lasciato sulla nave, si reca a cercare Raymond e lo trova in quella che era stata casa sua a Lagny. Ciò la convince che lui le abbia preparato un luogo dove stare. Perciò il disinganno è terribile: sposatosi con un'ereditiera, Raymond aveva addirittura dimenticato la lettera inviata a Indiana e, vedendola, è preso dal panico. Ancora una volta è la moglie Laura a liberarlo dalla situazione, intervenendo e allontanando Indiana, dopo averle detto che quella è ora casa loro e lei è di troppo.
Un domestico accompagna Indiana a Parigi e la installa in un albergo di sua scelta. Qui si ammala e sta per essere nuovamente inviata all'ospedale, quando, come per miracolo, viene a visitarla Ralph, che la risolleva e le propone un piano. Poiché Delmare è morto la notte stessa, senza aver saputo della fuga della moglie, perché non tornare insieme a Borbone? Lo scandalo non si può cancellare, ma Ralph ha vissuto una vita molto infelice e propone alla cugina di raggiungere i luoghi della loro infanzia e togliersi insieme la vita nella natura che li ha visti bambini innocenti. Lei accetta e il piano è presto a buon punto: essi fanno un viaggio veloce, quasi un messaggio dal Cielo della giustezza della loro decisione.
Ma non si può morire senza essersi detto tutto: in un lungo e appassionato discorso, Ralph dichiara che da sempre amava Indiana, ma gli è stato imposto di sposare un'altra donna. Quando, da ragazzi, essi leggevano insieme Paolo e Virginia, la differenza di età consentiva a lui di vedere nelle storie dei due giovinetti un presagio dell'amore futuro. Ralph non ha mai fatto nulla perché Indiana fosse sua, nemmeno ha torto un capello a Raymond una notte che lo aveva in pugno; quanto a Delmare, sapeva quanto fosse dentro di sé affezionato a una moglie che gli pareva troppo lontana. Ora, davanti al Creato, egli ribadisce che nessuno ha tanto amato e che per lui le nozze sono queste: Indiana è vestita di bianco, la luna splende, non resta che gettarsi. Catturata dall'amore, che aveva già molto lavorato dentro di lei, Indiana si lascia prendere tra le braccia e i due si tuffano.

### Conclusione

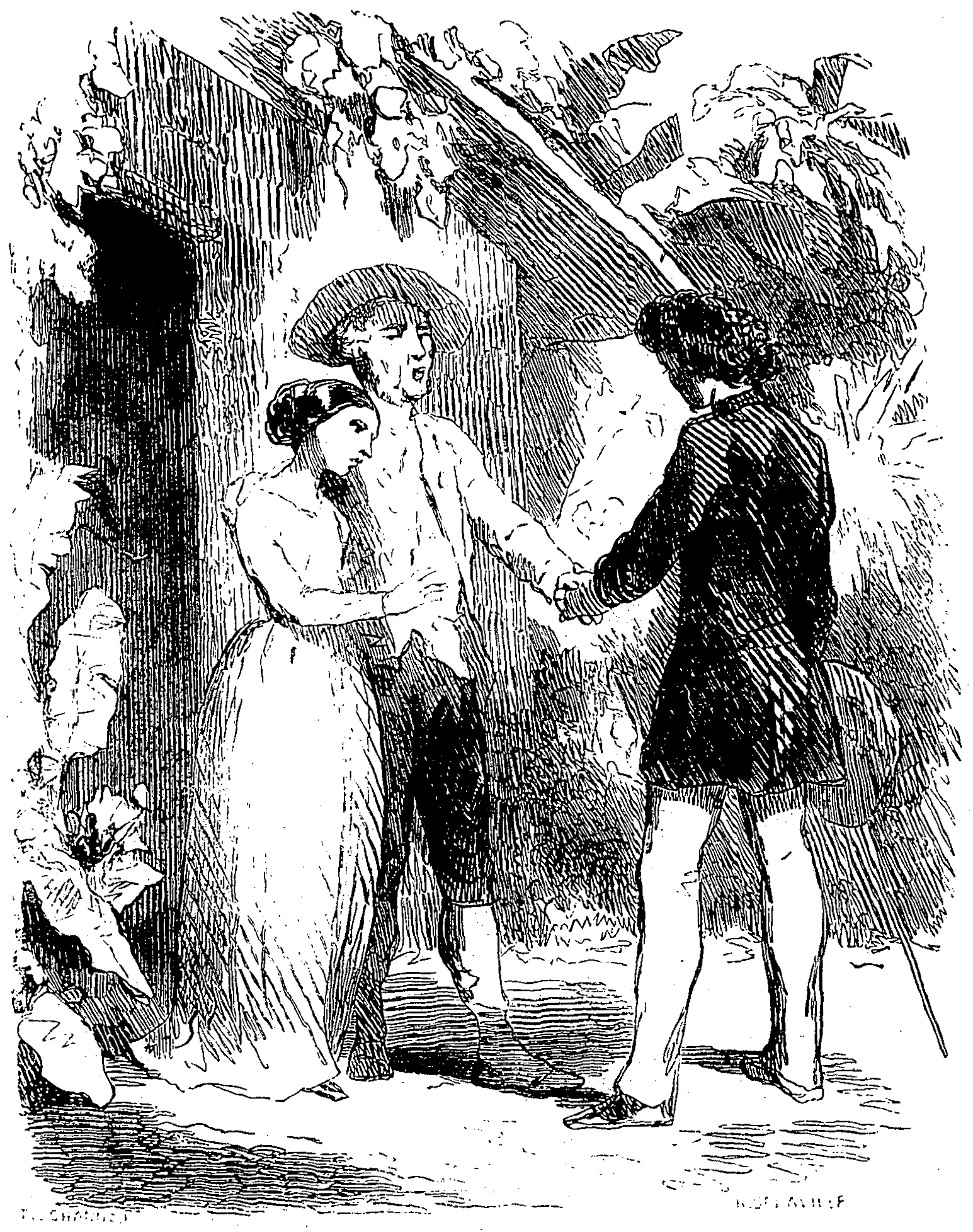
Indiana e Ralph si congedano dall'ospite (Tony Johannot)

Un personaggio anonimo scrive una lettera a un amico per raccontargli il suo recente viaggio all'Isola Borbone. Nel suo desiderio di vedere i luoghi più remoti e suggestivi, è arrivato a una capanna dove ha trovato Ralph e Indiana, solitari ma sereni. La sorte non aveva voluto le loro vite quella notte, ma, al cospetto degli abitanti dell'isola circolavano molte dicerie sui due. Le autorità avevano indagato senza successo, pensando che la morte di Delmare fosse un delitto, però non erano approdate a nulla. Dal canto loro, i due miracolati, affermano di dedicare tutto ciò che rimane loro a soccorrere gli schiavi maltrattati e fuggiaschi. Purtroppo essi non hanno il denaro per riscattarli tutti, ma la loro opera è osteggiata nella comunità e rinfocola le chiacchiere. Al momento del commiato dicono all'ospite:

## Personaggi
- Indiana nata de Carvajal, sposata Delmare, giovane creola di 19 anni, giunta in Francia dall'Isola Borbone. Ha capelli nerissimi e occhi blu, una figura esile e malata.
- Colonnello Delmare, veterano delle guerre napoleoniche, ha sposato Indiana nella colonia dove era stato confinato. Molto più anziano, violento e autoritario, in un primo tempo riesce a fare una discreta fortuna con alcune fabbriche, ma in seguito perde tutto.
- Sir Ralph (Rodolphe Brown, cugino di primo grado di Indiana, maggiore di lei di dieci anni. Nonostante la stretta parentela (madri sorelle), i due cugini appartengono a nazioni differenti, essendo Indiana figlia di un signore spagnolo e Ralp di famiglia inglese. Ralph è dapprima un ragazzo respinto dalla famiglia, perché considerato meno del fratello maggiore; ha come conforto la missione di far crescere la piccola cugina che, priva di madre e per niente seguita dal padre, è sola quanto lui.
- Noun, coetanea, sorella di latte di Indiana e sua cameriera. Bellezza molto più fiorente, all'arrivo in Francia non resiste alla corte di un giovane fatuo e instabile (Raymond de Ramière). Si ritroverà incinta e finirà con l'annegarsi.
- Raymond de Ramière, giovane ricco e brillante politico. Come uomo si rivela viziato e irresponsabile, seducendo dapprima Noun, nascondendo le cause della morte di costei, tentando con ogni mezzo di sedurre anche Indiana. Dopo la morte della madre, che era riuscita in parte a dargli dei limiti, sottovaluta il fatto che Indiana si è innamorata di lui e non esita a contrarre un matrimonio di interesse.
- Signora di Carvajal, zia paterna di Indiana, sulle prime spera in un successo in società della nipote, in seguito la respinge e infine la rinnega.
- Signora di Ramière, madre di Raymond, si inganna completamente sul figlio e crede che egli abbia sentimenti puri verso indiana. Lei avrebbe desiderato che i due giovani fossero felici, ma in modo legittimo; morirà all'oscuro di tutti i malintesi e i cattivi passi compiuti dai due, o che stanno per compiere, e benedicendo il nome di Indiana.
- Laura de Nangy, giovane nobile di famiglia e ricca per diritto di adozione, sposa Raymond, pur non facendosi troppe illusioni sul suo carattere, Allontanerà Indiana in modo assai duro, ma che la farà crescere ulteriormente di fronte al marito.

## Edizioni in italiano
- Indiana: romanzo, Quattrini, Firenze stampa 1923
- Indiana, Nerbini, Firenze 1931
- Indiana: romanzo, tradotto dal francese da Alfredo Bifulco, Casa Editrice Sonzogno, Milano 1932
- Indiana, traduzione di Alfredo Fabietti, Vallecchi, Firenze 1938
- Indiana: romanzo, traduzione dal francese di Margherita Pittaluga, Casa per edizioni popolari, Sesto San Giovanni Milano 1938
- George Sand, Tre romanzi: Indiana; Lo stagno del Diavolo; Il marchese di Villemer,  trad. dal francese di Sandro Cassone, Casini, Roma ©1961, 1967
- Indiana: romanzo, traduzione di Marise Ferro, C. Del Duca, Milano 1963
- Indiana, traduzione di Sandro Cassone, Sansoni, Firenze 1965
- Indiana,  trad. di Ricciardetto Buzzoni, A. Peruzzo, Sesto San Giovanni ©1986
- Indiana: le passioni di madame Delmare, con un commento di Henry James; traduzione di Alessia Piovanello, Donzelli, Roma 2009

## Opere derivate
Nel 1833, il drammaturgo Eugène Scribe adatta la trama per realizzare un vaudeville, Le Gardien, rappresentato al Théâtre du Gymnase, poi pubblicato.
Nello stesso anno, Léon Halévy, Francis e M. Paris scrivono Indiana, un dramma in cinque parti che viene eseguito dal 2 novembre 1833 al Théâtre de la Gaieté; il testo dell'opera fu pubblicato lo stesso anno a Parigi dal libraio Barba.
Nel 1920 esce il film Indiana di produzione italiana della Tespi Film, diretto da Umberto Fracchia, con Diana Karenne e Bruno Emanuel Palmi.
Nel 1966 esce Indiana, (telefilm), diretto da Edmond Tyborowski, con Clotilde Joano (Indiana), Marpessa Dawn (Noun), Paul Guers (Raymond de la Ramière), Olivier Lebeau (Sir Ralph) e Pierre Gatineau (M. Delmare). Il film TV è stato trasmesso per la prima volta sul primo canale dell'ORTF il 5 luglio 1966.